# Place publique (film)
Pour les articles homonymes, voir Place publique.
Pour plus de détails, voir Fiche technique et Distribution.
Place publique est un film français coécrit par Agnès Jaoui et Jean-Pierre Bacri et réalisé par Agnès Jaoui, sorti en 2018.

## Synopsis
C'est la pendaison de crémaillère pour Nathalie, productrice télé, qui reçoit pour l'occasion, dans sa vaste nouvelle demeure de la banlieue aisée parisienne, de nombreux invités : show-biz, famille et voisinage sont au rendez-vous festif. Pour Castro, animateur vedette de son émission, à l'audimat en baisse, la journée va se révéler difficile. Également parmi  les invités : Hélène, ex-femme de Castro et sœur de Nathalie ; Nina, fille d'Hélène et Castro, qui sort un livre librement inspiré de la vie de ses parents ; Manu, le chauffeur de Castro ; Titi, l'assistant de Nathalie ; Samantha, serveuse locale, éblouie par les vedettes ; Pavel, le compagnon russe de Nathalie, très serviable et très amoureux.
Mais la fête ne plaît pas à tout le monde : un voisin fermier, en particulier, est exaspéré par le bruit, et il n'est pas commode.

## Fiche technique
- Titre : Place publique
- Réalisation : Agnès Jaoui
- Scénario : Agnès Jaoui et Jean-Pierre Bacri
- Production : Saïd Ben Saïd, Michel Merkt, Kevin Chneiweiss
- Sociétés de production : SBS films, Altice Studio, France 2 Cinéma
- SOFICA : Cinécap 1, Cinéventure 3
- Pays d'origine :  France
- Langue originale : français
- Format : Couleurs - 1,85:1 - Dolby Digital
- Genre : Comédie dramatique
- Durée : 98 minutes
- Dates de sortie :
  - France : 18 avril 2018

## Distribution
- Agnès Jaoui : Hélène
- Jean-Pierre Bacri : Castro, animateur télé, ancien compagnon d'Hélène
- Léa Drucker : Nathalie, sœur d'Hélène, productrice de Castro
- Helena Noguerra : Vanessa, la compagne de Castro
- Kévin Azaïs : Manu, le chauffeur de Castro
- Nina Meurisse : Nina, la fille d'Hélène et de Castro
- Sarah Suco : Samantha, la serveuse locale
- Miglen Mirtchev : Pavel, le compagnon de Nathalie
- Frédéric Pierrot : Jean-Paul, l'humanitaire
- Olivier Broche : Titi, l'assistant de Nathalie
- Éric Viellard : Vincent, le compagnon d'Hélène, kiné
- Yvick Letexier : Biggistar, la star du net
- Grégoire Oestermann : Guy, le voisin agriculteur bio à forte poigne
- Michel Masiero : Jean-Luc Delavenne, le voisin mécontent
- Sam Karmann : Mickey Bonello, l'ingé son dont Castro ne se souvient pas
- Serpentine Teyssier : Mme Bonello
- Olivier Doran : Thomas, l'acteur peu motivé pour passer chez Castro
- Evelyne Buyle : Mme Chaulieu, la maire de Saturnin
- Florence Muller : la comptable
- Marie-Agnès Brigot : Madame Delavenne
- Bernard Alane : l'interviewer radio (voix)

## Production

### Lieu de tournage
Le film a été tourné en six semaines à Saint-Rémy-l'Honoré.

## Musique
- Motivés par Zebda de 2001.
- La Rage par Keny Arkana
- Les Feuilles mortes de Jacques Prévert et Joseph Kosma (chantée par Castro).
- Le Blues du Businessman de 1978 (chantée en karaoké par la comptable de Nathalie).
- La Tendresse par Daniel Guichard de 1973 (chantée en karaoké par Vincent).
- Osez Joséphine d'Alain Bashung et Jean Fauque de 1991 (chantée par Castro au début du générique de fin).
- Amor fantasma, interprétée par Agnès Jaoui.
- Y'a le printemps qui chante (Viens à la maison) par Claude François de 1972.
- Garota de Ipanema d'Antônio Carlos Jobim de 1962.

## Accueil

### Accueil critique
Notation Sens Critique : 5,7/ 10 (août 2021)

### Box-office
Box Office : 535 821 entrées en salles françaises

## Distinctions

### Nominations
- 2018 : Prix du cinéma d'art du Festival du film de Hambourg.

## Autour du film
Il s'agit du cinquième long-métrage réalisé par Agnès Jaoui (tous les cinq coécrits avec Jean-Pierre Bacri). Deux autres classiques du duo d'auteurs situaient déjà leur action en un lieu unique : un appartement pour Cuisine et dépendances (réalisé par Philippe Muyl) et le restaurant familial pour Un air de famille (réalisé par Cédric Klapisch), deux œuvres adaptées des pièces de théâtre du duo.
Le personnage de Castro s'inspire de Thierry Ardisson et d'autres animateurs,. Le personnage de la productrice Nathalie est inspiré de Catherine Barma.